# استان زو
استان زو (به لاتین: Zou Department) یک استان در بنین است.

## خصوصیات
استان زو ۵٬۲۴۳ کیلومترمربع مساحت و ۸۵۱٬۶۲۳ نفر جمعیت دارد.